# Catedral de la Santa Trinidad (Blaj)
La Catedral de la Santa Trinidad o simplemente Catedral de Blaj (en rumano: Catedrala Sfânta Treime) es el nombre que recibe un edificio religioso que se encuentra ubicado en la localidad de Blaj, en el país europeo de Rumania es la catedral católica de la archieparquía mayor de Făgăraș y Alba Iulia, que sigue el rito greco-católico rumano y que fue encargado por el obispo Inocenţiu Micu-Klein en 1738. La iglesia fue construida por los arquitectos vieneses Anton Erhard Martinelli y Johann Baptist Martinelli, y se completó en 1749.
El edificio fue ampliado en 1838, cuando se añadieron las dos torres monumentales.

## Véase también

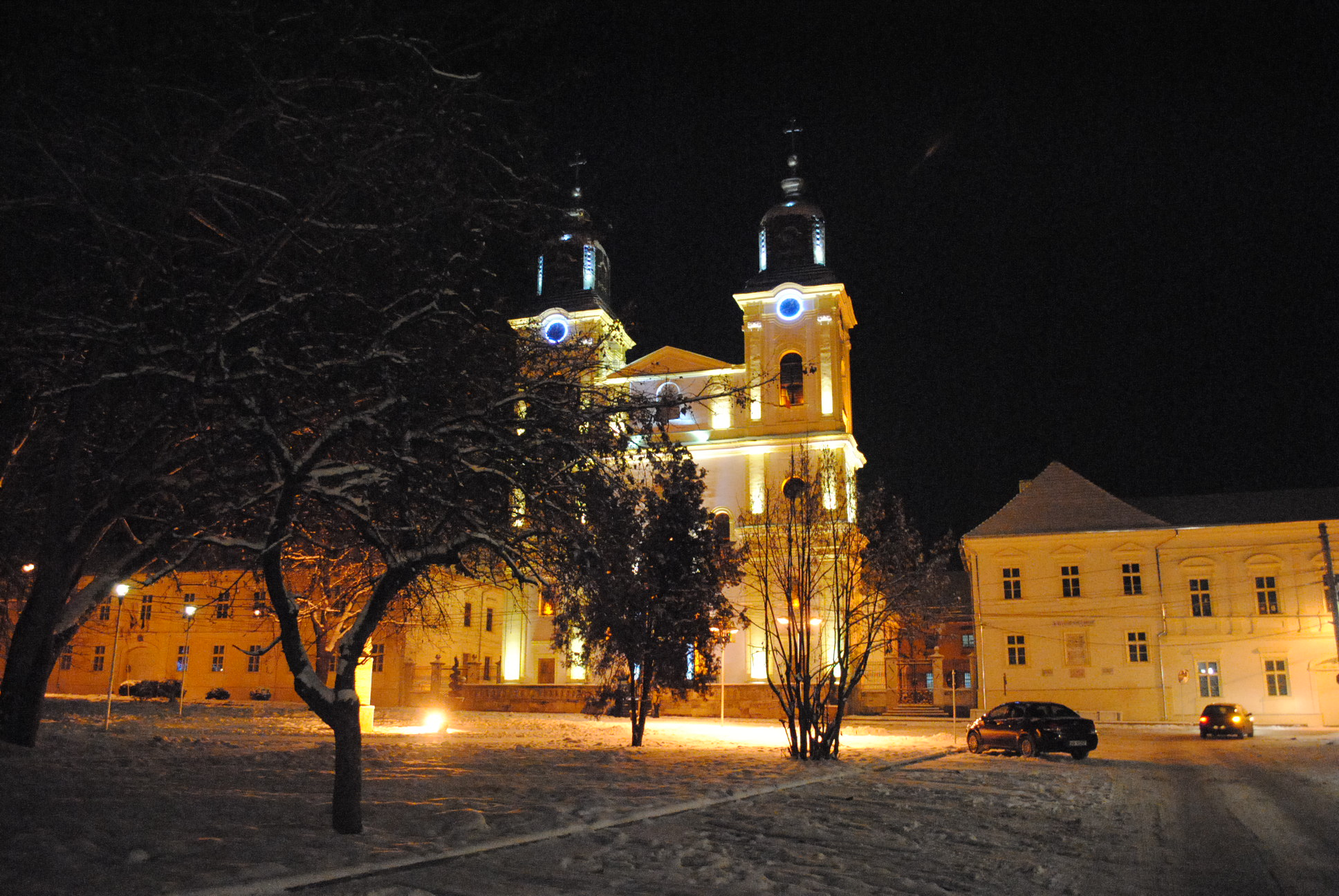
Vista nocturna